# 학부 (대한제국)
학부(學部) 또는 학무아문(學務衙門)은 대한제국의 중앙 행정 관청으로, 학교 정책과 교육에 관한 사무를 맡아 처리하였다. 조선시대 예조의 업무 가운데 교육에 관한 부분을 이어 받았으며, 교육 및 훈련 업무, 각 학교와 향교의 직원에 대한 양성 및 인사 업무 등을 관장하였다.

## 연혁
- 1894년(고종 31년) 6월 28일, 학무아문(學務衙門) 출범[1]
- 1895년(고종 32년) 4월 1일, 학부(學部)로 개편
- 1910년(순종 4년) 8월 29일, 폐지 : 경술국치(庚戌國恥)

## 조직
학부에는 대신 직할의 대신관방 및 학무국, 편집국을 두었다. 학무국은 2등국, 편집국은 3등국이다.
- 대신 관방(大臣官房)

1. 공립 학교 직원의 진퇴(進退), 신분에 관한 사항이다.
2. 교육의 검정(檢定)에 관한 사항이다.
3. 본 부에서 관할하는 경비와 모든 수입의 예산과 결산, 회계에 관한 사항이다.
4. 본 부에서 관할하는 관청 소유의 재산과 물품, 그 장부 작성에 관한 사항이다.

- 학무국(學務局)

1. 소학교(小學校)와 학령 아동(學齡兒童)의 취학에 관한 사항이다.
2. 사범 학교(師範學校)에 관한 사항이다.
3. 중학교(中學校)에 관한 사항이다.
4. 외국어 학교, 전문 학교 및 기술 학교에 관한 사항이다.
5. 외국에 파견하는 유학생에 관한 사항이다.

- 편집국(編輯局)

1. 편집국에서는 교과서의 편집, 번역과 검정에 관한 사항을 맡는다.

## 관직
| 관직명   | 정원 |
| -------- | ---- |
| 학부대신 | 1인  |
| 학부협판 | 1인  |
| 학부참의 | 1인  |
| 참서관   | 3인  |
| 주사     | 12인 |

학부 참서관은 통칙에 든 것 외에 학사(學事)의 시찰과 학교의 검열을 맡는다.